# John Barrow (1764-1848)
|  | Aquest article tracta sobre el polític anglès i promotor de viatges àrtics. Si cerqueu l'entrenador del Barça, vegeu «John Barrow». |

Sir John Barrow, 1st Baronet, FRS, FRGS (Dragley Beck, parròquia d'Ulverston, Lancashire, 19 de juny de 1764 – 23 de novembre de 1848) fou un home d'estat anglès.

## Carrera
Fill de Roger Barrow, va néixer a Dragley Beck, a la parròquia d'Ulverston, en aquells moments Lancashire, però actualment a Cumbria. Durant els primers anys de la seva vida va treballar com a superintendent d'una foneria de ferro a Liverpool, i quan ja tenia uns vint anys passà a ensenyar matemàtiques en una escola privada de Greenwich.
Gràcies a la influència de Sir George Leonard Staunton, al fill del qual va ensenyar matemàtiques, entrà a treballar en la primera ambaixada britànica a la Xina, entre 1792 i 1794, com a auditor de la família de Lord Macartney. Aviat va adquirir un bon coneixement del xinès, idioma sobre el qual va fer interessants articles a Quarterly Review. També va fer valuoses contribucions a la literatura i la ciència connectant-la amb la Xina.
Tot i que Barrow va deixar d'estar vinculat directament amb els assumptes xinesos a partir de 1794, hi va seguir molt interessat, i sovint era consultat pel govern britànic.
El 1797 va acompanyar a Lord Macartney, com a secretari privat, en la important i delicada missió sobre la recentment adquirida colònia del Cap de Bona Esperança. A Barrow se li va encomanar la tasca de conciliar els colons boers i la població negra nativa i presentar informes sobre l'interior del país. En el viatge de tornada, en el transcurs del qual va visitar totes les parts de la colònia, va ser nomenat auditor general dels comptes públics. Va decidir instal·lar-se a Sud-àfrica i va casar-se amb Anna Maria Truter (1777-1875) el 26 d'agost de 1799, una artista botànica del Cap, amb qui tingué set fills. El 1800 es va comprar una casa a Ciutat del Cap, però la rendició de la colònia en la pau d'Amiens, el 1802, va alterar aquest pla, tornant a Anglaterra el 1804, on fou nomenat Segon Secretari de l'Almirallat pel Vescomte Melville, càrrec que va ocupar durant quaranta anys, a excepció d'un breu període de govern Whig entre 1806 i 1807.
Va gaudir de l'estima i la confiança dels onze lords que successivament van presidir l'Almirallat durant aquest període, i en especial del rei Guillem IV, que el va honrar amb mostres de la seva estima.
Durant els seus viatges per Sud-àfrica, Barrow recopilà abundants notes i esbossos sobre el terreny que estava travessant. El resultat dels seus viatges fou un mapa que, malgrat els nombrosos errors, va ser el primer mapa modern publicat de la part sud de la Colònia del Cap.
En el seu càrrec a l'Almirallat, Barrow va ser un gran impulsor de l'exploració de l'Àrtida, enviant-hi exploradors com John Ross, William Edward Parry, James Clark Ross i John Franklin. L'estret de Barrow, una part central del pas del nord-oest, a l'Àrtida canadenca, així com Point Barrow i la ciutat de Barrow, a Alaska tenen el nom en record seu.
Barrow va ser membre de la Royal Society, i el 1821 va rebre el grau de doctor en lleis per la Universitat d'Edimburg. El títol de baronet li va ser atorgat per Sir Robert Peel el 1835. També va ser membre del Raleigh Club, un precursor de la Royal Geographical Society. Es va retirar de la vida pública el 1845 i es va dedicar a escriure una història dels viatges contemporanis a l'Àrtida, així com la seva autobiografia, publicada el 1847.
El 23 de novembre de 1848, als 84 anys, va morir sobtadament.